# Сатсварупа даса Ґосвамі
Сатсварупа Дас Ґосвамі (англ. Satsvarupa dasa Goswami, санс. सत्स्वरूप दास गोस्वामी) (1939-) Гуру з Міжнародного Товариства Свідомості Крішни (МТСК) (англ. International Society for Krishna Consciousness (ISKCON)).
Один з основних діячів від 1966 року, де в Нью-Йорку А. Ч. Бгактіведанта Свамі Прабгупадою започатковано діяльність Товариства.
МТСК було організовано для поширення практики бгакті-йоги (йога відданості); мається на увазі, що «відданий» (бгакта) направляє всі свої думки й дії на задоволення Верховного Господа, Крішни. Він є найстарішим учнем А. Ч. Бгактіведанта Свамі Прабгупади, письменником, поетом, та митцем. Сатсварупа Дас Ґосвамі є автором авторитетної біографії А. Ч. Бгактіведанта Свамі ПрабгупадиSrila Prabhupada-lilamrta. Після смерті А. Ч. Бгактіведанта Свамі Прабгупади в 1977 році Сатсварупу Махараджа було обрано гуру (одним з 11-ох) в Міжнародному Товаристві Свідомості Крішни.